# 57-я стрелковая бригада
: Не следует путать с 57-й стрелковой бригадой внутренних войск НКВД
57-я стрелковая Краснознамённая бригада — воинское соединение Вооружённых Сил СССР в Великой Отечественной войне.

## История
Формировалась с октября 1941 года в Пугачёве (по другим данным в Мелекессе), проходила усиленную лыжную подготовку и в документах иногда именуется 57-й стрелковой (лыжной) бригадой.
В конце ноября 1941 года разгрузилась в Коломне, 5 декабря 1941 года передислоцирована в Зарайск, 12 декабря 1941 года погружена в Зарайске в эшелоны и через Ярославль (21 декабря 1941) направлена на фронт. Сборный пункт бригады перед отправкой в районы боевых действий располагался в Москве на станции Ростокино — узловой станции Московской окружной железной дороги и Московской железной дороги ярославского направления.
В действующей армии с 18 декабря 1941 по 20 июля 1942 и с 3 сентября 1942 по 6 сентября 1943 года.
В последние дни декабря 1941 года сосредоточилась по рубежу реки Волхов. Введена в бой в ходе Любанской операции 7 января 1942 года с задачей форсировать Волхов, уничтожить противника на рубеже в 6,5 километра от Высокого до Новых Бурег, затем прорваться к железной дороге Новгород — Чудово западнее деревни Коляжка.
Вновь введена в бой 13 января 1942 года рядом с 327-й стрелковой дивизии. Форсировав Волхов двумя батальонами, завязала бои за овладение Кузино и Коломно, была встречена сильным миномётным и пулемётным огнём со стороны деревень Ульково, Кузино, Коломно и, понеся большие потери, приостановила продвижение, батальоны, которые успели переправиться были фактически уничтожены. Вновь оставшиеся подразделения бригада переправились через Волхов 19 января 1942 года, блокировали село Коломно с северо-запада и юго-запада. После ожесточённых боёв участвует в освобождении села. Затем бригада занимается расширением и зачисткой занятого плацдарма, так 22 января 1942 года бригада перерезала шоссе Селищенский посёлок — Спасская Полисть и вышла к южной и западной окраинам деревни Кузино, где завязла в долгих и безуспешных атаках.
В конце января 1942 года введена в прорыв за ударной группировкой армии в виде 13-го кавалерийского корпуса, с целью обеспечения его правого фланга. 26 января 1942 года в 6 километрах северо-западнее Керести вместе с 25-й кавалерийской дивизией и лыжными батальонами, бригада освободила посёлок Тесово и станцию Финев Луг, после чего в ожесточённом бою взяла станцию Рогавка. К исходу 2 февраля 1942 года бригада подошла к деревням Червинской Луке и Ручьи, где вместе с 53-й стрелковой бригадой и 191-й стрелковой дивизией вошла в группу генерала П. Ф. Привалова, которая начала наступление на восток по линии Кривино, Ручьи, Червинская Лука.
Во время операции по выводу из окружения 2-й ударной армии 26 мая 1942 года по позициям бригады близ Кривино был нанесён удар, который бригада не сумела сдержать и начала отступление, оставив Кривино. К концу мая остатки бригады вышли к реке Глушица у Южной дороги, где заняли оборону вместе с отошедшими частями 382-й стрелковой дивизии и ввязались в тяжёлые оборонительные бои. На 1 июня 1942 года бригада насчитывала в своём составе 332 офицеров, 298 сержантов и старшин и 1326 рядовых. 3 июня 1942 года вышла на западный берег Полисти и вместе со 166-м отдельным танковым батальоном (9 танков Т-60) предпринимает попытку прорыва кольца окружения изнутри, но безуспешно.
19 июня 1942 года в составе группы 2-й ударной армии предпринимает попытку прорыва кольца окружения изнутри, пробила небольшой и недолго существовавший коридор, но какое-то количество воинов бригады из окружения вырвались. 20-23 июня 1942 года остатки бригады были близ Замошья, 24 июня 1942 года подошли к Дровяной Поляне, где сосредоточилась значительная часть окружённых войск, на командный пункт бригады передислоцировался штаб 2-й ударной армии и именно оттуда ушла последняя радиограмма штаба армии. В ночь на 25 июня 1942 года из кольца сумела прорваться небольшая часть командиров и солдат бригады.
Самые большие потери бригада понесла в:
— январе 1942 г. в ходе своих первых боев по прорыву первой линии обороны противника на западном берегу р. Волхов перед береговой линией трёх населённых пунктов Ульково — Кузино — Коломна, на льду замёрзшей поверхности реки Волхов. В течение 10 дней в Бригаде погибло 521 человек.
— апреле 1942 г. в районе деревень Новая Деревня, Ручьи и Кривино Тосненского района Ленинградской области в ходе начала масштабного наступления противника с севера на юго-запад по ликвидации в «котле» 2 Ударной Армии. В районе трёх деревень погибло 558 человек;
— июне 1942 г. в полосе местности между речками Глушица и Полисть напротив с. Мостки, а также в 4-х километровом «коридоре» у Мясного Бора при нескольких попытках прорывов из окружения с запада на восток.
По состоянию на 18 мая 1942 г. бригада имела безвозвратные потери — погибшие и пропавшие без вести примерно 1 288 человек, то есть примерно 28,6 % штатной численности личного состава. Именные списки потерь составлялись 28 апреля, 02 мая и 20 мая: по нарастающей 220, 414 и 654 единицы потерь личного состава.
В условиях окружения подразделения бригады направляли родственникам погибших или пропавших без вести военнослужащих извещения («похоронки»). Так, имеются электронные копии Извещений 2-го и 3-го стрелковых батальонов, миномётного батальона, артдивизиона противотанковых орудий, миномётного дивизиона и сапёрной роты. Последние извещения датируются 26 апреля и 17 мая 1942 г.
В бригаде штатной численностью 4 500 человек, в период с момента образования и до начала августа 1942 г., известны судьбы примерно 3 415 военнослужащих, то есть 75,9 % от штатной численности. По спискам бригады не проходит или не установлена судьба примерно 1 085 человек, то есть 24,1 % штатной численности личного состава.
О статистике остатка воинов бригады, находившихся в окружении, свидетельствуют именные списки всей 2-й ударной армии, составленные отделом укомплектования армии и отделом кадров Волховского Фронта по конкретным дивизиям, бригадам, полкам и другим воинским частям. Так, 24 августа 1942 г. был составлен первый список из 43 человек ветеринарного и медицинского состава Бригады (8+35). 16 октября 1942 г. в названные списки вошли 2 015 военнослужащих Бригады. 28 ноября 1942 г. поданы списки на 116 офицеров Бригады. 09 января 1943 г. представлены списки 6 офицеров Бригады. Итого, примерно 2 180 человек Бригады, то есть примерно 48,4 % штатной численности личного состава Бригады находилось в окружении.
Установить точное количество пленённых военнослужащих Бригады не представилось возможным. В архивах МО России значатся 55 военнослужащих Бригады, пленённых в июне 1942 г., освобождённых из плена и репатриированных на Родину в 1945 году. Из них 43 офицера и 12 красноармейцев и сержантов, 52 мужчины и 3 женщины. Среди них, начальник санитарной службы, начальник аптеки, 4 военврача, 4 военфельдшера, председатель и 2 члена Военного трибунала, секретарь военной прокуратуры, начальник финансовой служб, бухгалтер полевой кассы госбанка № 1660, помощник начальника штаба, командир артдивизиона противотанковых орудий, командир артдивизиона, командир роты противотанковых ружей бригады, заместитель командира разведывательной роты и другие. Военнослужащие Бригады одновременно первого и второго формирования были награждены в последующие дни войны. Установлены персональные данные 29 военнослужащих, вышедших из окружения и продолживших сражаться на Волховском и Ленинградском Фронтах, а также в составе бригады на Закавказском Фронте.
По состоянию на 10 июля 1942 года в бригаде насчитывалось всего 99 человек и она была отведена на восстановление в тыл.
В сентябре 1942 года переброшена на Северный Кавказ и вошла в состав 11-го гвардейского стрелкового корпуса. Заняла позиции южнее Малгобека (в частности в районе села Хурикау) и начиная с середины сентября 1942 года ведёт бои. С 3 октября 1942 года отражает атаки подразделений 5-й дивизии СС «Викинг», позиции удержать не сумела, потеряла много пленных. Ведёт бои южнее Малгобека до ноября 1942 года. Так, 23 октября 1942 года бригада контратакует из района Предгорный, Малгобек (восточный) в направлении гора Жигзапож, Нижний Курп, с ближайшей задачей овладеть рубежом Малгобек (западный), Нижний Курп с дальнейшим развитием удара в направлении на Арик. За бои под Малгобеком бригада была награждена Орденом Красного Знамени.
С 6 ноября 1942 года бригада из района Архонской вместе с 5-й гвардейской танковой бригадой в ходе операции по окружению частей противника, прорвавшихся в район Гизели, переходит в наступление на юг, в направлении Дзуарикау, однако встретив сильные контратаки, отошла на исходные рубежи. Тем не менее, наступлением бригада прикрыла от удара с запада своих соседей — 10-ю гвардейскую стрелковую и 63-ю танковую бригады, обеспечив им свободу действий в восточном направлении.
До января 1943 года занимает позиции в районе юго-восточнее села Фиагдон на северо-западных подступах к Дзуарикау и оттуда же переходит в наступление в начале января 1943 года в ходе Моздок-Ставропольской наступательной операции. Быстро продвигаясь вперёд, 12 января 1943 года бригада вышла к станции Машук и вошла в оставленный противником Железноводск
24 января 1943 года бригада участвовала в освобождении Армавира и в этот же день вышла к селу Новокубанскому через железнодорожный разъезд Прочноокопский и завязала бои за село. 25 января 1943 года вместе с 34-й стрелковой бригадой и 389-й стрелковой дивизией бригада выбила противника из села. Продолжив наступление, к началу февраля 1943 года через Тихорецк бригада вышла в район Брюховецкой. В ходе Краснодарской операции вышла на Кубань, где была остановлена и после неудачных попыток наступления в апреле 1943 года, отведена в резерв армии. Затем до сентября 1943 года находится на оборонительных позициях по реке Кубань.
6 сентября 1943 года бригада обращена на формирование 316-й стрелковой дивизии.

## Подчинение
| Дата            | Фронт (округ)                                              | Армия             | Корпус                             | Примечания |
| --------------- | ---------------------------------------------------------- | ----------------- | ---------------------------------- | ---------- |
| 01.11.1941 года | Приволжский военный округ                                  | -                 | -                                  | -          |
| 01.12.1941 года | Приволжский военный округ                                  | -                 | -                                  | -          |
| 01.01.1942 года | Волховский фронт                                           | 2-я ударная армия | -                                  | -          |
| 01.02.1942 года | Волховский фронт                                           | 2-я ударная армия | -                                  | -          |
| 01.03.1942 года | Волховский фронт                                           | 2-я ударная армия | -                                  | -          |
| 01.04.1942 года | Волховский фронт                                           | 2-я ударная армия | -                                  | -          |
| 01.05.1942 года | Ленинградский фронт (Группа войск Волховского направления) | 2-я ударная армия | -                                  | -          |
| 01.06.1942 года | Ленинградский фронт (Волховская группа войск)              | 2-я ударная армия | -                                  | -          |
| 01.07.1942 года | Волховский фронт                                           | 2-я ударная армия | -                                  | -          |
| 01.08.1942 года | Московский военный округ                                   | -                 | -                                  | -          |
| 01.09.1942 года | Резерв Ставки ВГК                                          | -                 | -                                  | -          |
| 01.10.1942 года | Закавказский фронт (Северная группа войск)                 | 9-я армия         | 11-й гвардейский стрелковый корпус | -          |
| 01.11.1942 года | Закавказский фронт (Северная группа войск)                 | 9-я армия         | 3-й стрелковый корпус              | -          |
| 01.12.1942 года | Закавказский фронт (Северная группа войск)                 | 9-я армия         | 11-й гвардейский стрелковый корпус | -          |
| 01.01.1943 года | Закавказский фронт (Северная группа войск)                 | 9-я армия         | 11-й гвардейский стрелковый корпус | -          |
| 01.02.1943 года | Северо-Кавказский фронт                                    | 9-я армия         | 11-й гвардейский стрелковый корпус | -          |
| 01.03.1943 года | Северо-Кавказский фронт (Черноморская группа войск)        | 58-я армия        | 11-й гвардейский стрелковый корпус | -          |
| 01.04.1943 года | Северо-Кавказский фронт                                    | 9-я армия         | 11-й гвардейский стрелковый корпус | -          |
| 01.05.1943 года | Северо-Кавказский фронт                                    | 9-я армия         | -                                  | -          |
| 01.06.1943 года | Северо-Кавказский фронт                                    | 9-я армия         | 11-й стрелковый корпус             | -          |
| 01.07.1943 года | Северо-Кавказский фронт                                    | 9-я армия         | 11-й стрелковый корпус             | -          |
| 01.08.1943 года | Северо-Кавказский фронт                                    | 9-я армия         | 11-й стрелковый корпус             | -          |
| 01.09.1943 года | Северо-Кавказский фронт                                    | 9-я армия         | 11-й стрелковый корпус             | -          |

## Командиры
- Веденичев, Павел Николаевич, полковник
- Евстифеев, Иван Васильевич, майор (попал в плен)
- Музыкин, Михаил Максимович, майор (и. о. в январе 1943)
- Чёрный, Степан Макарович, майор